# 15th Wing
Le 15th Wing (15th W, 15e Escadre de Transport), appartenant aux Pacific Air Forces de l'United States Air Force est stationné à Hickam Air Force Base à Hawaii.